# Башня барона фом Штейна

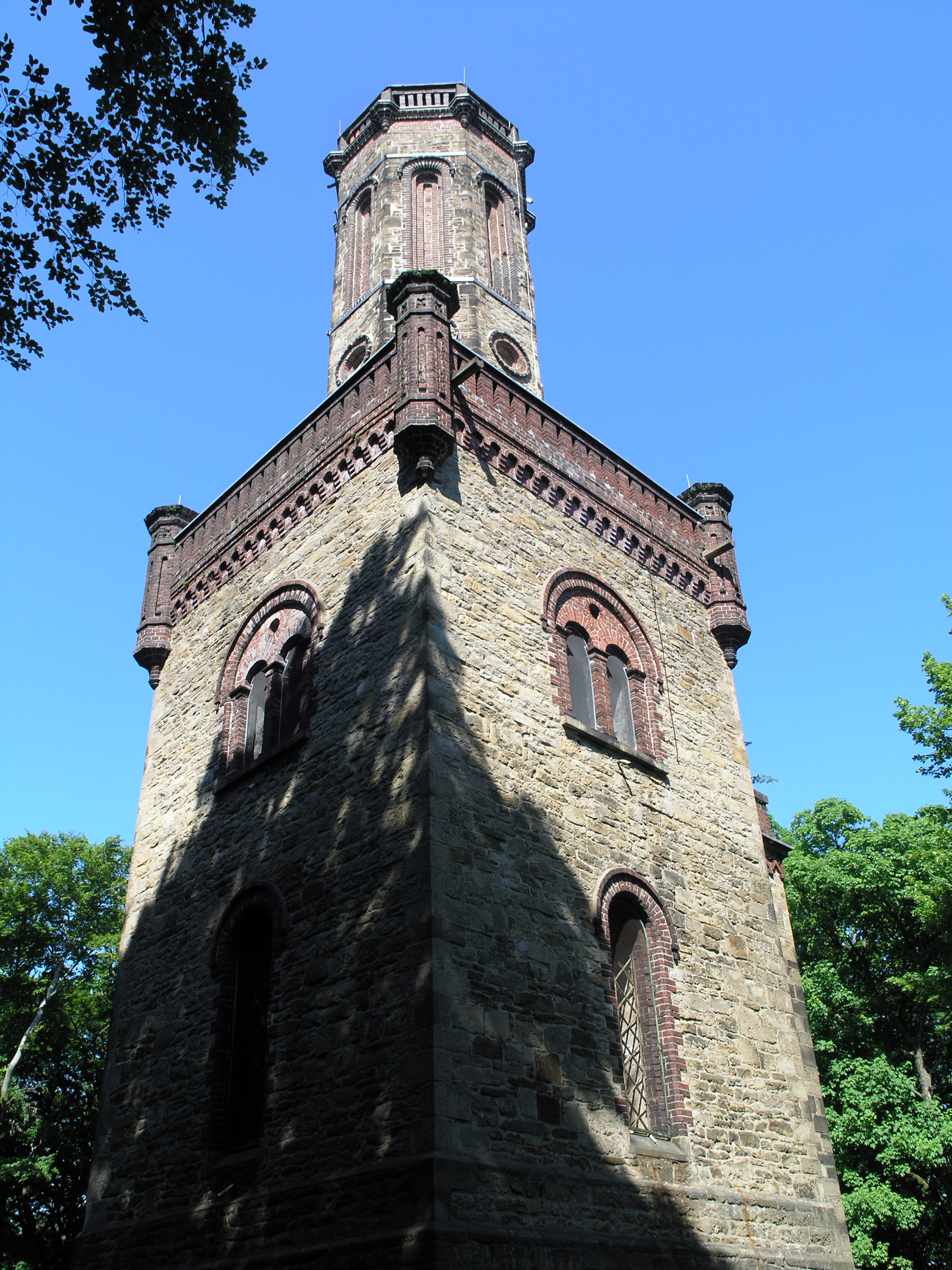
Башня барона фом Штейна

Башня барона фом Штейна (нем. Freiherr-vom-Stein-Turm) — мемориальная башня в немецком городе Хаген (федеральная земля Северный Рейн — Вестфалия). Башня расположена в районе Форхалле de:Vorhalle на вершине горы Кайсберг на высоте 185 м над уровнем моря.

## История

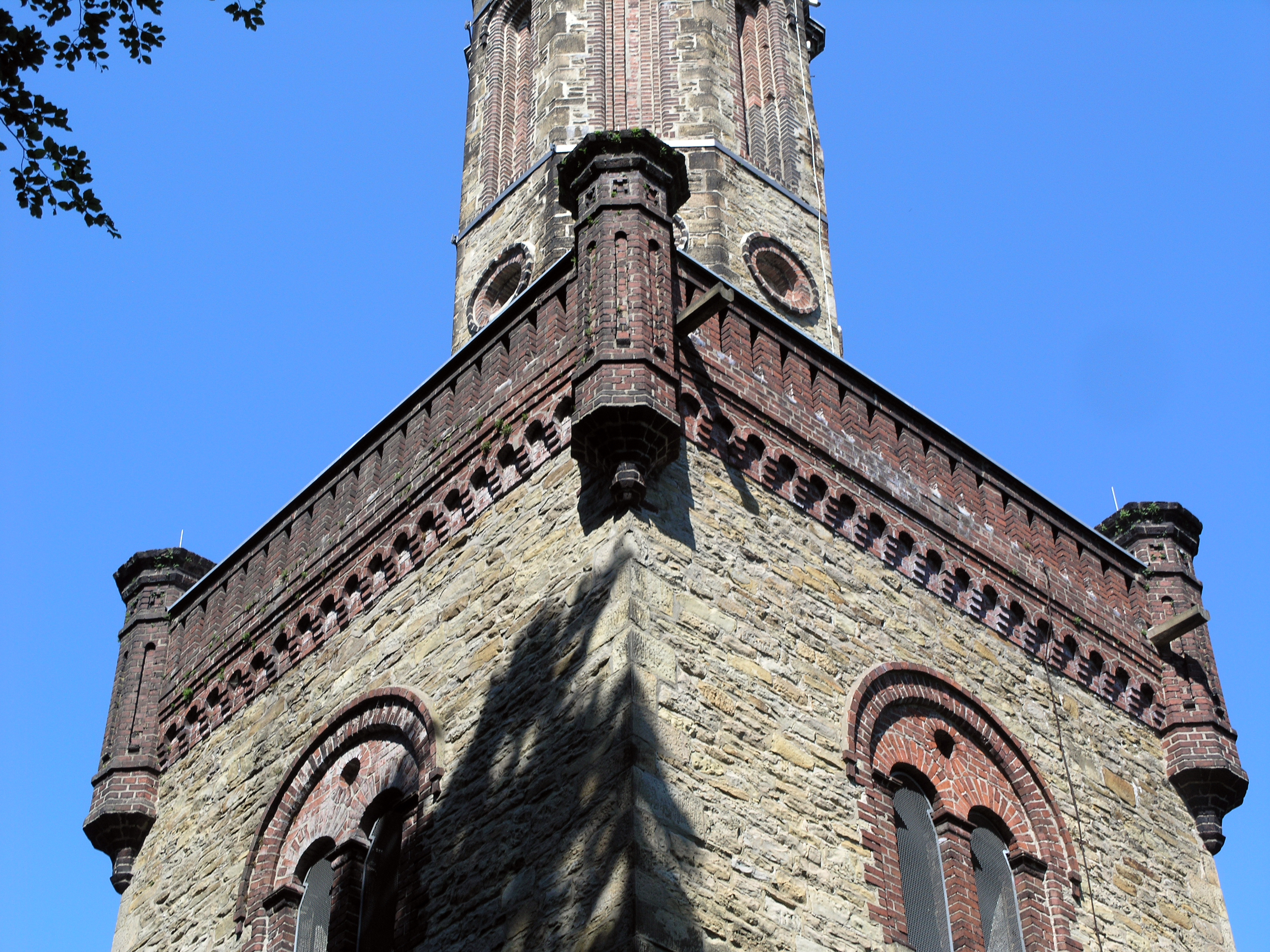
Декоративный пояс

19 октября 1856 года по инициативе немецкого политического и промышленного деятеля Фридриха Вильгельма Харкорта на вершине горы Кайсберг была установлена деревянная мемориальная башня в память о выдающемся государственном деятеле Пруссии, инициаторе отмены крепостного права бароне Генрихе Фридрихе фом Штейне. В октябре 1869 года она была заменена каменной башней, построенной в стиле неоренессанса по проекту архитектора Фридриха Шмидта (нем. Friedrich Schmidt).

В 2010 году башня была отреставрирована. Башня закрыта для посетителей.